# Kajluańskie Zagłębie Węglowe
Kajluańskie Zagłębie Węglowe (chiń. upr. 开滦煤田; pinyin Kāiluán méitián) – zagłębie węgla kamiennego we wschodnich Chinach, w prowincji Hebei, położone na terenie prefektury miejskiej Tangshan i obejmujące powierzchnię ok. 550 km². Średnie roczne wydobycie węgla wynosi ok. 20 mln ton; potwierdzone zasoby węgla w zagłębiu wynoszą 4 mld ton. Nazwa Kailuan (开滦) powstała z połączenia nazw Kaiping i Luan, głównych ośrodków zagłębia.
Złoża są eksploatowane od 1878 roku. Wydobyciem węgla w zagłębiu zajmuje się spółka Kailuan (Jituan) Youxian Zeren Gongsi (开滦（集团）有限责任公司; ang.: Kailuan (Group) Limited Liability Corporation).